# L-Ron
L-Ron es el nombre de un personaje ficticio del Universo DC. Su primera aparición fue en Justice League International N° 14 (junio de 1988), donde se lo presenta como el robot acompañante de Manga Khan, un comerciante intergaláctico, y como tal fue enemigo de la Liga de la Justicia. Manga Khan intercambió con la Liga de la Justicia a L-Ron a cambio del cuerpo inerte del villano Despero. L-Ron ayudó a la LJA realizando tareas administrativas y de mantenimiento. Más tarde, la consciencia de L-Ron fue transferida al cuerpo de Despero, convirtiéndose en miembro de la fugaz Justice League Task Force. Durante el argumento de "Rupturas" (Breakdowns), presentado en los títulos Justice League America y Justice League Europe, Despero despertó en el cuerpo de L-Ron y atacó a la Liga de la Justicia Internacional (Fuego, Hielo y Blue Beetle). Despero/L-Ron fue derrotado mientras los perseguía fuera de la embajada y un cazador de patos le disparó.
Bajo circunstancias que aún se desconocen, L-Ron regresó hace poco con la forma en que fue vendido a la Liga de la Justicia. La última vez que se lo vio, se desempeñaba como asistente de Maxwell Lord en los "Super Buddies" (y como enlace con Guy Gardner). Manga Khan intentó recuperarlo, pero no lo consiguió. (Se insinuó que esta entidad gaseosa sentía un amor no correspondido hacia su ex lacayo.) Durante esta misma historia también se reveló que L-Ron había estado involucrado sentimentalmente con una robot llamada J-Lo. El paradero de L-Ron después de la disolución de los Super Buddies y la muerte de Ted Kord es desconocido.
Su nombre hace referencia al fundador de la cientología L. Ron Hubbard.

## Apariciones en otros medios
- L-Ron iba a ser el asistente de Brainiac en la cancelada película Superman Lives. [cita requerida]
- L-Ron aparece en Young Justice: Invasión en el episodio "picos". En esta versión es el mayordomo robot de Despero.

- Datos: Q6456106